# Rywałd (województwo kujawsko-pomorskie)
Rywałd – wieś w Polsce położona w województwie kujawsko-pomorskim, w powiecie grudziądzkim, w gminie Radzyń Chełmiński.

## Podział administracyjny
W latach 1975–1998 miejscowość położona była w województwie toruńskim.

## Demografia
Według Narodowego Spisu Powszechnego (III 2011 r.) wieś liczyła 381 mieszkańców. Jest największą miejscowością gminy Radzyń Chełmiński.

## Drogi wojewódzkie
Przez wieś przechodzi droga wojewódzka nr 543.

## Historia
Pierwsza wzmianka o wsi pochodzi z roku 1312, kiedy komtur radzyński Herman lokował wieś na prawie chełmińskim, ofiarowując część ziemi sołtysowi, a część plebanowi, co oznacza, że na początku XIV wieku była tu parafia.
1 września 1939 r. wieś została zbombardowana przez Luftwaffe, w wyniku czego spłonęło wiele zabudowań.

## Zabytki

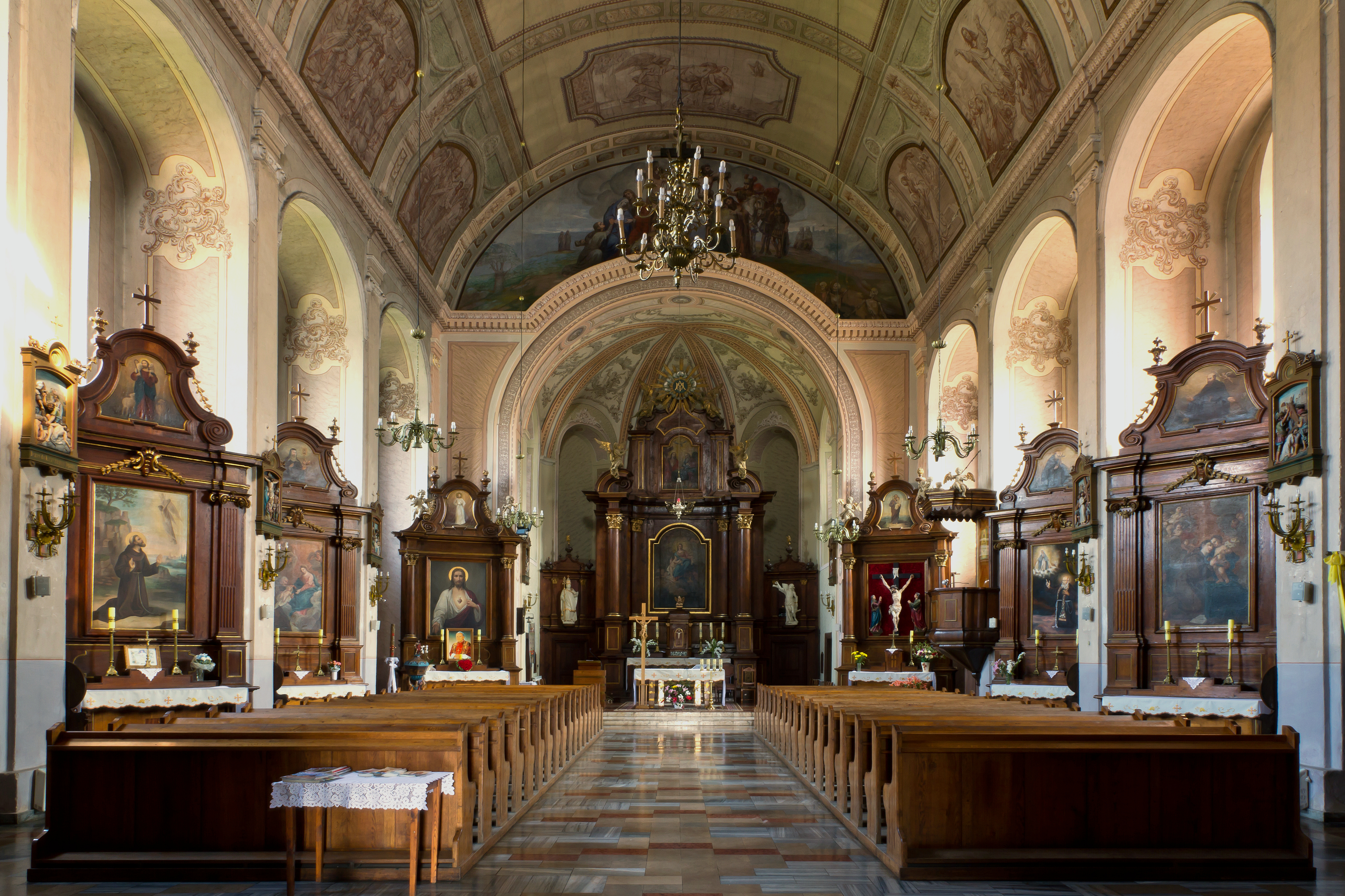
Wnętrze kościoła pw. Narodzenia Najświętszej Maryi Panny i Świętego Sebastiana Męczennika

We wsi znajduje się XVIII-wieczne Sanktuarium Maryjne (kościół i klasztor kapucynów). Jest ono celem pielgrzymek polskich Romów. W klasztorze kapucynów położonym na terenie wsi, od 25 września do 12 października 1953, internowany był polski prymas – kardynał Stefan Wyszyński.
Ponadto w miejscowości znajduje się dawny kościół ewangelicki z 1914. Po 1945 został przekształcony w magazyn zbożowy.